# 유리딘
유리딘(영어: uridine)은 핵염기인 유라실과 5탄당인 리보스가 β-N1-글리코사이드 결합을 통해 연결된 뉴클레오사이드의 한 종류이다.
유리딘은 핵산을 구성하는 5가지 표준 뉴클레오사이드 중 하나이며, 나머지들은 아데노신, 티미딘, 사이티딘, 구아노신이다. 5가지 뉴클레오사이드는 일반적으로 U(유리딘), A(아데노신), T(티미딘), C(사이티딘), G(구아노신)으로 각각 약칭된다. 그러나 티미딘은 유리딘에서 발견되는 리보스와는 다른 2' 탄소 부위의 하이드록시기(-OH)가 수소(-H)로 치환된 2'-디옥시리보스를 포함하고 있기 때문에 "T"보다는 "dT"(디옥시티미딘)로 더 일반적으로 쓰여진다. 디옥시티미딘은 리보핵산(RNA)이 아닌 디옥시리보핵산(DNA)에서 발견되기 때문이다. 반대로, 유리딘은 DNA가 아닌 RNA에서 발견된다. 나머지 3가지 뉴클레오사이드는DNA와 RNA 모두에서 발견할 수 있다. RNA에서는 A(아데노신), C(사이티딘), G(구아노신)의 형태로 나타나지만, DNA에서는 dA(디옥시아데노신), dC(디옥시사이티딘), dG(디옥시구아노신)의 형태로 나타난다.

## 생합성
유리딘은 오로티딜산 탈카복실화효소에 의해 촉매되는 오로티딜산의 탈카복실화에 의한 데노보 합성에 의해 생성되는 유리딘 일인산처럼 자연계에서 광범위하게 생성된다. 오로트산과 포스포리보실 피로인산(PRPP)은 오로트산 포스포리보실트랜스퍼레이스에 의해 촉매되어 오로티딜산을 생성한다. 포스포리보실 피로인산(PRPP)은 추가적인 인산화에 의해 리보스 5-인산으로부터 생성되어 반응을 촉진시키는 에너지 분자로 작용하며, 오로트산은 아스파르트산과 카르바모일 인산으로부터 여러 단계를 거쳐서 생성된다.

## 식이 공급원
유리딘은 필요에 따라 인체에서 생성되고, 일반적으로 보충을 권장하지 않기 때문에 비필수 영양소로 간주되며, 특정 용도로 사용하기 위해 연구되어 왔다.
유리딘을 RNA의 형태로 포함하고 있는 식품들은 아래에 열거되어 있다. 1981년에 예일대 의대의 Handschumacher's 연구소에 의해 보여진 바와 같이 RNA 형태의 유리딘은 생물체 내에서 이용이 불가능하다고 주장되었다. RNA는 간과 위장관에서 파괴되며, 섭취했을 때 어떤 음식이 유리딘의 수치를 확실히 상승시키는지 입증되지 않았다. 이는 야마모토 등의 연구 결과와 상반되는데, 혈장의 유리딘 수치는 맥주 섭취 후 30분 만에 1.8배로 증가하였다. 반면에 맥주에 들어있는 에탄올 자체는 유리딘의 수준을 증가시키며, 야마모토 등의 연구에서 유리딘 수준의 증가를 설명할 수 있다. 모유 또는 상업적인 유아용 분유를 섭취하는 유아에서 유리딘은 유리딘 일인산(UMP)으로 존재하며, 이러한 유리딘 일인산은 실제로 생물학적으로 이용가능하며 혈액으로 유입된다.
- 사탕수수 추출물[8]
- 토마토 (건조 중량 1킬로그램 당 0.5~1.0g의 유리딘 함유)[9]
- 맥주 효모 (건조 중량 기준 1.7% 유리딘)[10][11]
- 맥주[12]
- 브로콜리[10]
- 부속 고기 (간, 이자 등)[10]
- 호두

RNA가 풍부한 식품의 섭취는 혈액 내 퓨린(아데닌과 구아닌)을 높은 수준으로 올릴 수 있다. 높은 수준의 퓨린은 요산의 생산을 증가시키는 것으로 알려져 있으며, 통풍과 같은 증상을 유발하거나 악화시킬 수 있다.
하버드 대학교의 연구진은 생선, 호두, 당밀, 사탕무와 같은 식품에 함유된 오메가-3 지방산과 유리딘이 항우울제만큼 효과적으로 쥐의 우울증을 예방한다라고 보고했다. 맥린 행동유전학 연구소의 연구책임자인 윌리엄 칼레존(William Carlezon)은 "쥐에게 유리딘과 오메가-3 지방산을 조합하여 주는 것은 쥐에게 표준 항우울제를 투여함으로써 야기된 결과와 구별할 수 없는 즉각적인 효과를 나타내었다"라고 말했다.

## 갈락토스의 해당과정
유리딘은 갈락토스의 해당과정 경로에서 역할을 한다. 갈락토스 자체를 직접적으로 분해하는 이화작용은 없다. 따라서 갈락토스는 포도당으로 전환되어 일반적인 포도당 대사 경로를 통해 대사된다. 일단 유입되는 갈락토스가 갈락토스 1-인산으로 전환되고, 갈락토스 1-인산은 UDP-글루코스 갈락토스 1-인산 유리딜트랜스퍼레이스에 의해 UDP-포도당과 반응하여, UDP-갈락토스와 포도당 1-인산을 생성한다. 이러한 과정은 갈락토스의 적절한 해당과정을 허용하기 위해 계속된다.

## 같이 보기
- 디옥시유리딘 일인산 (dUMP)
- 유리딘 일인산 (UMP)